# 聖瓦朗
聖瓦朗（法語：Saint-Varent，法語發音：[sɛ̃ vaʁɑ̃]）是法國德塞夫勒省的一个市镇，属于布雷叙尔区。

## 地理
聖瓦朗（46°53'22"N, 0°13'58"W）面积34.42 平方千米，位于法国新阿基坦大区德塞夫勒省，该省份为法国西部内陆省份，北起曼恩-卢瓦尔省，西接旺代省，南至夏朗德省和滨海夏朗德省，东临维埃纳省。
与聖瓦朗接壤的市镇（或旧市镇、城区）包括：艾尔沃、格莱奈、吕谢图阿尔赛、吕宰、皮埃尔菲特、圣热姆、圣热内鲁、平原河谷镇。

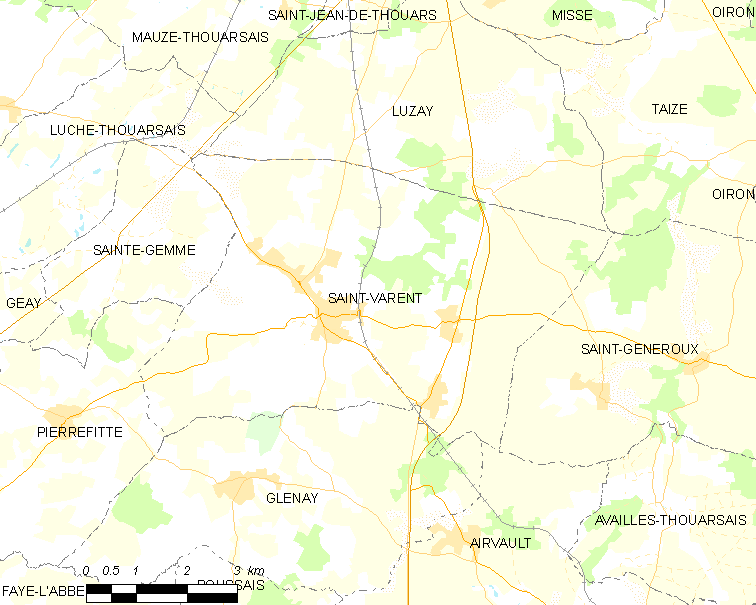
聖瓦朗的OSM定位图

聖瓦朗的时区为UTC+01:00、UTC+02:00（夏令时）。

## 行政
聖瓦朗的邮政编码为79330，INSEE市镇编码为79299。

## 政治
聖瓦朗所属的省级选区为图埃河谷县。

## 人口

1962-2008年间聖瓦朗人口变化图示

聖瓦朗于2022年1月1日时的人口数量为2396人。